# Arnaldo de Fougères
Arnaldo de Fougères (en francés, Arnaud de Fougères;?  - Aviñón, 17 de septiembre de 1317) fue un cardenal de la Iglesia católica de origen francés.
Preboste de Arlés, arzobispo de Arlés (1308-1310), luego cardenal-obispo de Sabina (1310).

## Biografía
Antiguo preboste de Arlés, se convirtió en arzobispo en 1308 con el apoyo del conde de Provenza y rey de Sicilia, Roberto. Intervino a petición del papa Clemente V al lado de Felipe el Hermoso, y, en recompensa, fue nombrado cardenal-obispo de Sabina el 19 de diciembre de 1310. Poco tiempo después Arnaldo de Fougères estuvo a cargo de informar de los crímenes de los que se acusó a los templarios. Murió el 12 o el 17 de septiembre de 1317.
Fue reemplazado en el arzobispado de Arlés por su hermano Gaillard de Fougères. Fue enterrado en la Iglesia de San Pedro en el municipio de Condom.